# Методи біологічних досліджень
Живу матерію на різних рівнях її організації вивчають за допомогою різних методів. Для наукового дослідження будь-який біологічний об'єкт потрібно класифікувати, тобто визначити його належність до тієї чи іншої групи (наприклад, органічних речовин — до білків, ліпідів, вуглеводів чи нуклеїнових кислот тощо, живих істот — до відповідного виду, роду, родини і т. д.). Порівняння об'єктів дослідження можливе лише в межах певного рівня організації (наприклад, порівняння певної молекули з іншими молекулами, клітини — з іншими клітинами, виду — з іншими видами тощо).
До біологічних методів дослідження відносять:
- Метод спостереження — є основою морфологічних наук, використовується, як на мікроскопічному, так і макроскопічному рівнях. Сутність методу полягає у встановленні індивідуальності об'єкта, що досліджується, без штучного втручання до його процесів життєдіяльності. Зібрана інформація використовується для подальшого дослідження.
- Порівняльний метод — використовується для порівняння об'єкта дослідження з подібними об'єктами чи процесами. Він дозволяє відкривати нові види живих істот та класифікувати їх, детально аналізуючи схожі та відмінні риси порівняно з близькими до них формами.
- Експериментальний метод — використовується для вивчення об'єктів чи процесів у спеціально створених штучних умовах. На відміну від методу спостереження, експериментальний метод передбачає навмисне втручання експериментатора у природу, що дозволяє встановити наслідки від впливу тих, чи інших факторів на об'єкт дослідження. Метод може застосовуватись як у природних умовах, так і лабораторних.
- Моніторинг — це метод постійного спостереження за станом окремих біологічних об'єктів, перебігом певних процесів в окремих екологічних системах, або у біосфері в цілому. Його здійснюють здебільшого на популяційно-видовому, біогеоценотичному чи біосферному рівнях. Він дає змогу не тільки визначати стан певних об'єктів, а й прогнозувати можливі зміни, аналізувати їхні наслідки. Наприклад, зміни клімату на нашій планеті можливі в зв'язку з накопиченням в атмосфері вуглекислого газу. Здійснюючи моніторинг його вмісту в атмосфері, можна припустити, як це впливатиме на зміну клімату нашої планети. Таким чином, моніторинг дає можливість своєчасно виявляти негативні зміни у структурі та функціонуванні окремих популяцій, біогеоценозів чи біосфері в цілому і своєчасно розробляти заходи їх охорони.
- Моделювання — це метод демонстрації та дослідження певних процесів, явищ або організмів за допомогою їх спрощеної імітації. Він дає можливість вивчати об'єкти та процеси, котрі складно чи неможливо відтворити експериментально, або безпосередньо спостерігати.
- Статистичний метод — метод заснований на статистичній обробці кількісного матеріалу, зібраного у результаті інших досліджень (спостережень, експериментів, моделювань), що дозволяє його всебічно проаналізувати та встановити певні закономірності.
- Метод емпіричного дослідження — спостереження і дослідження конкретних явищ, експеримент, а також узагальнення, класифікація та опис результатів дослідження і експерименту, впровадження їх у практичну діяльність людей.
- Метод вилучення — один з методів визначення чисельності організмів в популяції.

- Історичний метод — метод дослідження, заснований на вивченні виникнення, формування та розвитку об'єктів у хронологічній послідовності. Завдяки використанню історичного методу досягається поглиблене розуміння суті проблеми і з'являється можливість формулювати більш обґрунтовані рекомендації по новому об'єкту.

| Метелик | Це незавершена стаття з біології. Ви можете допомогти проєкту, виправивши або дописавши її. |